# Svenska landskapssymboler
Landskapssymboler är officiella eller inofficiella symboler för Sveriges landskap.

## Landskapssymboler

### Landskapsvapen
Landskapsvapnen har i allmänhet tillkommit under 1500-talet. Landskap som tillfördes Sverige efter fredssluten med Danmark och Norge på 1600-talet fick sina vapen då. Dalarnas landskapsvapen är Sveriges äldsta och Norrbottens det yngsta. Se även: Galleri över landskapsvapen i Sverige

### Landskapsdjur
En jury med Världsnaturfondens (WWF) generalsekreterare som ordförande och kung Carl XVI Gustaf som hedersledamot röstade fram dem. De offentliggjordes på en presskonferens i konserthuset år 1988.

### Landskapsblommor
På uppmaning av August Wickström och Paul Petter Waldenström 1908 sammanställde några av landets botaniklärare en lista över kandidater för landskapsblommor, som sedan bearbetades av professor Veit Wittrock från Botaniska trädgården i Stockholm. Från några landskap kom protester mot listan, och alternativa förslag framfördes.

### Landskapssvampar
Landskapssvamparna togs fram i samråd mellan svampvänner i Sverige på 1980-talet.

### Landskapsfiskar
Fiskeriverket har med hjälp av fiskevattenägare, sportfiskeklubbar och yrkesfiskare tagit fram dessa år 1994.

### Landskapsstenar
SGU tog fram dessa efter förslag från berggrundsgeologer och det skulle endast omfatta bergarter (år 1989).

### Landskapsfåglar
Sveriges ornitologiska förening tog fram dessa under 1980-talet.

### Landskapsmossor
Dessa togs fram av Mossornas vänner år 1996.

### Landskapsinsekter
Dessa togs fram av Sveriges Entomologiska förening år 1998.

### Landskapsäpplen
Dessa togs fram 2005 av Sveriges Pomologiska Sällskap.

### Landskapstrollsländor
Dessa togs fram 2022 av Trollsländeföreningen.

### Landskapsgrundämnen
Svenska nationalkommittén för kemi har valt ut 25 grundämnen som tänkbara landskapssymboler. De ämnen som valts finns i människokroppen eller har betydelse för ekonomi och näring i Sverige.

### Landskapsstjärnbilder och landskapsstjärnor
Stjärnbilder och stjärnor för de olika landskapen valdes ut 1997. Urvalet gjordes i samband med publiceringen av Perspektiv på universum (lärobok i astronomi), och utnämningarna skulle enligt boken ha gjorts av Kommittén för landskapssymboler den första april samma år. Det anses att de här två symbolkategorierna var ett skämtsamt tillägg från flera astronomer kopplade till Lunds universitet. Kategorierna skulle samtidigt sätta fokus på den upplevda inflationen i och med senare års stora flora av landskapssymboler. De här nya landskapssymbolerna har spritts vidare och nämns numera bland annat i stjärnbildernas och stjärnornas artiklar på NE.se.

### Landskapsväsen
Folklivsforskaren Ebbe Schön lät i sin bok Svenska sägner (Bilda förlag, 2008) utnämna ett landskapsväsen för varje landskap i Sverige. Han menar i boken "att vi även borde ha symboler som påminner oss om vårt rika andliga kulturarv".

### Landskapssånger
Landskapssånger som symboler för Sveriges landskap började tas fram under de första årtiondena av 1900-talet.

### Landskapshus
Tidningen Hus & Hem har givit ut en bok som heter Landskapshus. I den beskrivs byggnadstraditioner och arkitektur från förra sekelskiftet och bakåt i tiden. Olika sorters hus för varje landskap. Boken är skriven av Karin Ohlsson-Leijon och illustrerad av Laila Reppen.

## Sammanställning av landskapssymboler

### Djur
| Landskap      | Djur      | Fågel                 | Fisk         | Insekt                  | Trollslända                   |
| ------------- | --------- | --------------------- | ------------ | ----------------------- | ----------------------------- |
| Blekinge      | Ekoxe     | Nötväcka              | Torsk        | Ekoxe                   | Blåbandad jungfruslända       |
| Bohuslän      | Knubbsäl  | Strandskata           | Makrill      | Myskbock                | Citronfläckad kärrtrollslända |
| Dalarna       | Berguv    | Berguv                | Elritsa      | Violettkantad guldvinge | Blå jungfruslända             |
| Dalsland      | Korp      | Korp                  | Hornsimpa    | Aspfjäril               | Bred kärrtrollslända          |
| Gotland       | Igelkott  | Halsbandsflugsnappare | Piggvar      | Riddarskinnbagge        | Kilfläckslända                |
| Gästrikland   | Tjäder    | Storlom               | Strömming    | Hagtornsfjäril          | Fyrfläckad trollslända        |
| Halland       | Lax       | Pilgrimsfalk          | Lax          | Ollonborre              | Sandflodtrollslända           |
| Hälsingland   | Lodjur    | Slaguggla             | Id           | Svavelgul höfjäril      | Kungstrollslända              |
| Härjedalen    | Björn     | Kungsörn              | Harr         | Fjällvickerblåvinge     | Fjällmosaikslända             |
| Jämtland      | Älg       | Hökuggla              | Öring        | Stormhattshumla         | Svart ängstrollslända         |
| Lappland      | Fjällräv  | Blåhake               | Fjällröding  | Högnordisk höfjäril     | Tundratrollslända             |
| Medelpad      | Skogshare | Mindre korsnäbb       | Abborre      | Mnemosynefjäril         | Griptångsflickslända          |
| Norrbotten    | Lavskrika | Sångsvan              | Siklöja      | Praktsammetslöpare      | Grön flodtrollslända          |
| Närke         | Hasselmus | Gulsparv              | Benlöja      | Vassmosaikslända        | Vassmosaikslända              |
| Skåne         | Kronhjort | Glada                 | Ål           | Bokskogslöpare          | Blå kejsartrollslända         |
| Småland       | Utter     | Taltrast              | Mal          | Bålgeting               | Större sjötrollslända         |
| Södermanland  | Fiskgjuse | Fiskgjuse             | Braxen       | Strimlus                | Vinterflickslända             |
| Uppland       | Havsörn   | Havsörn               | Asp          | Cinnoberbagge           | Dvärgflickslända              |
| Värmland      | Varg      | Smålom                | Nors         | Brun gräsfjäril         | Nordisk kärrtrollslända       |
| Västerbotten  | Storspov  | Blå kärrhök           | Flodnejonöga | Större svartbagge       | Metalltrollslända             |
| Västergötland | Trana     | Trana                 | Lake         | Alkonblåvinge           | Blågrön mosaikslända          |
| Västmanland   | Rådjur    | Tofsmes               | Gös          | Asknätfjäril            | Myrflickslända                |
| Ångermanland  | Bäver     | Gråspett              | Sik          | Stor hornstekel         | Spjutflickslända              |
| Öland         | Näktergal | Näktergal             | Skrubbskädda | Rosenvingad gräshoppa   | Pudrad kärrtrollslända        |
| Östergötland  | Knölsvan  | Knölsvan              | Gädda        | Läderbagge              | Grön mosaikslända             |

### Stenar, växter, svampar och grundämnen
| Landskap      | Blomma                 | Äpple                | Svamp                                         | Mossa             | Sten                       | Grundämne |
| ------------- | ---------------------- | -------------------- | --------------------------------------------- | ----------------- | -------------------------- | --------- |
| Blekinge      | Ek, Kungsljus          | Melonäpple           | Jätteticka                                    | Blåmossa          | Kustgnejs                  | Magnesium |
| Bohuslän      | Vildkaprifol           | Veseäpple            | Öronmussling (fram till 1999 Ängsvaxskivling) | Vaxmossa          | Bohusgranit                | Klor      |
| Dalarna       | Ängsklocka (Blåklocka) | Tunaäpple            | Sandsopp                                      | Smal näckmossa    | Porfyr                     | Koppar    |
| Dalsland      | Förgätmigej            | Oranie               | Smörsopp                                      | Stor revmossa     | Kvartsit                   | Kisel     |
| Gotland       | Murgröna               | Stenkyrke            | Rödbrun jordstjärna                           | Kalkkammossa      | Hoburgskalksten            | Kalcium   |
| Gästrikland   | Liljekonvalj           | Malmbergs gylling    | Fjällig taggsvamp                             | Palmmossa         | Gävlesandsten              | Krom      |
| Halland       | Hårginst               | Brunnsäpple          | Blodsopp                                      | Skirmossa         | Chamokit                   | Natrium   |
| Hälsingland   | Lin                    | Bergviksäpple        | Blek taggsvamp                                | Stor björnmossa   | Dellenit                   | Nickel    |
| Härjedalen    | Mosippa (Fjällviol)    | Rött kaneläpple      | Gulkremla                                     | Skogslummermossa  | Tännäsögongnejs            | Palladium |
| Jämtland      | Brunkulla              | Rödluvan             | Blodriska                                     | Piprensarmossa    | Täljsten                   | Syre      |
| Lappland      | Fjällsippa             | Rescue               | Tegelsopp/tegelröd björksopp                  | Bäcknicka         | Apatit                     | Silver    |
| Medelpad      | Gran (Smörboll)        | Sundsäpple           | Fårticka                                      | Kammossa          | Alnöit                     | Väte      |
| Norrbotten    | Åkerbär                | Silva                | Stenmurkla                                    | Gul parasollmossa | Gabbro                     | Järn      |
| Närke         | Gullviva               | Sickelsjö vinäpple   | Stolt fjällskivling                           | Rosmossa          | Dolomitmarmor              | Zink      |
| Skåne         | Prästkrage             | Aroma                | Ängschampinjon                                | Skuggsprötmossa   | Flinta                     | Aluminium |
| Småland       | Linnea                 | Hornsberg            | Koralltaggsvamp                               | Lysmossa          | Röd Växjögranit            | Kalium    |
| Södermanland  | Vit näckros            | Åkerö                | Svart trumpetsvamp                            | Vågig praktmossa  | Granatådergnejs            | Kobolt    |
| Uppland       | Kungsängslilja         | Bergius              | Karl Johanssvamp/stensopp                     | Aspfjädermossa    | Hälleflinta                | Yttrium   |
| Värmland      | Skogsstjärna           | Stenbock             | Sotvaxskivling                                | Kuddäppelmossa    | Kyanitkvartsit             | Mangan    |
| Västerbotten  | Kung Karls spira       | Transparente blanche | Rynkad tofsskivling                           | Rostvitmossa      | Kopparkis                  | Guld      |
| Västergötland | Ljung                  | Kavlås               | Scharlakansröd vaxskivling                    | Gruskammossa      | Platådiabas                | Uran      |
| Västmanland   | Mistel                 | Fagerö               | Trattkantarell                                | Kranshakmossa     | Kvartsbandad blodstensmalm | Kväve     |
| Ångermanland  | Styvmorsviol           | Kramfors             | Sillkremla                                    | Tät fransmossa    | Nordingrågranit            | Kol       |
| Öland         | Ölandssolvända         | Ölands kungsäpple    | Vårmusseron                                   | Slät klockmossa   | Ortoceratitkalksten        | Jod       |
| Östergötland  | Blåklint               | Gyllenkroks astrakan | Kantkremla                                    | Vattenstjärna     | Kolmårdsmarmor             | Fosfor    |

## Länssymboler
Länsvapnen är symboler för länen. När län och landskap sammanfaller eller till största delen sammanfaller är vapnen oftast desamma. Där länet omfattar flera landskap eller delar av flera landskap ingår ofta berörda landskapsvapen i länsvapnet. Länsstyrelsens symbol är länsvapnet krönt med en krona. Riksarkivet ansvar för offentliga svenska heraldiska vapen och symboler.